# Rödfläckig knotterlav
Rödfläckig knotterlav (Trapeliopsis pseudogranulosa) är en lavart som beskrevs av Coppins & P. James. Rödfläckig knotterlav ingår i släktet Trapeliopsis och familjen Trapeliaceae.  Arten är reproducerande i Sverige. Inga underarter finns listade i Catalogue of Life.

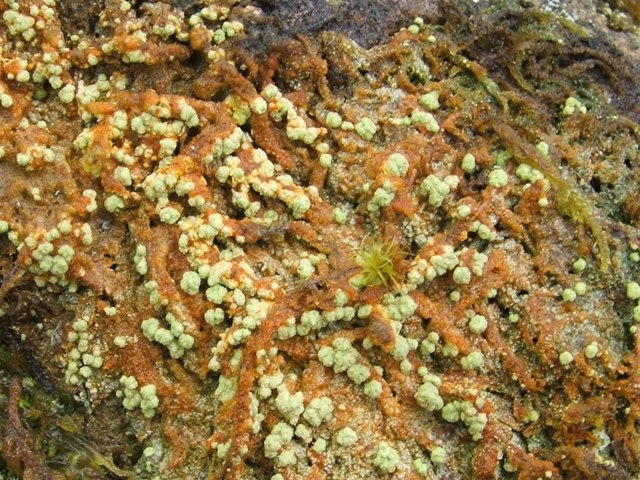
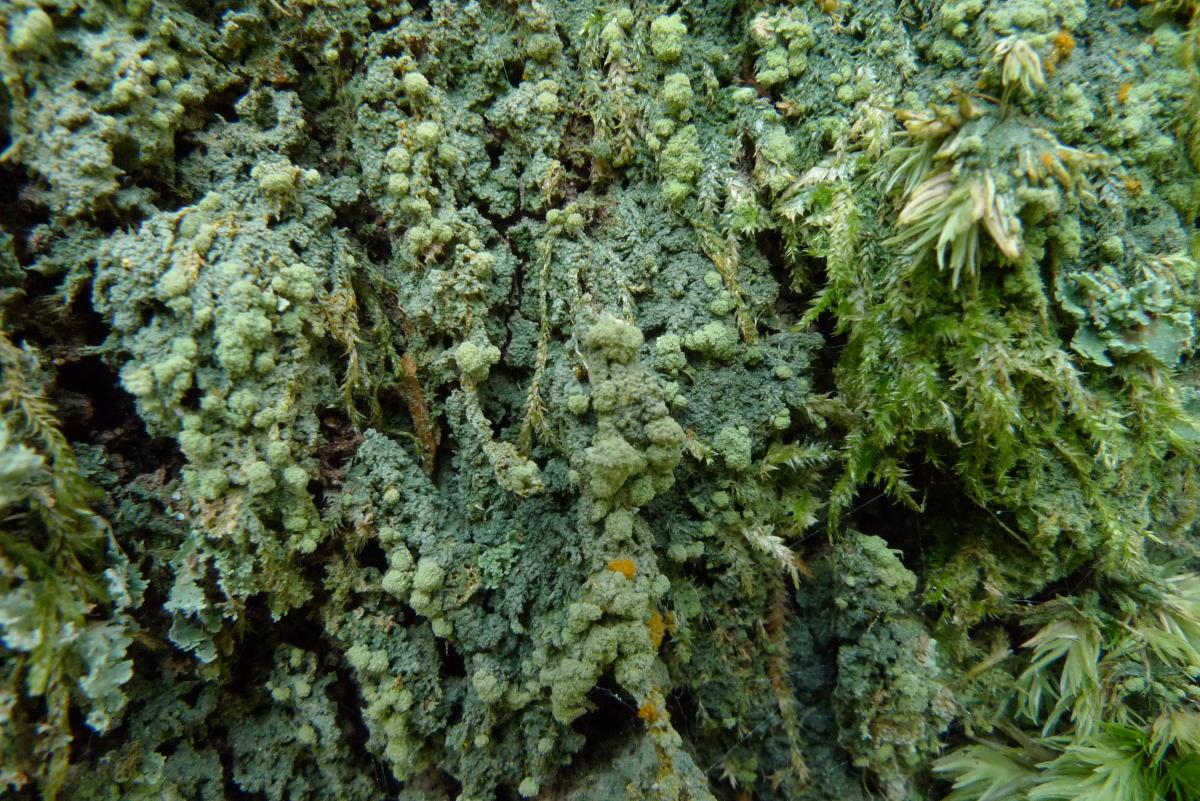